# نمدار آمریکایی
نمدار آمریکایی (نام علمی: Tilia americana) نام یک گونه از سرده نمدار است.
نمدار آمریکایی یک درخت برگریز متوسط و بزرگ است با بلندای ۱۸ تا ۳۷ متر (استثنائأ ۳۹ متر) و قطر تنه ۱ تا ۱.۵ متر در بلوغ.  این گیاه سریعتر از بسیاری از سخت‌چوب‌های آمریکای شمالی رشد می‌کند و اغلب دو برابر سرعت رشد سالانه راش آمریکایی و بسیاری از گونه‌های توس است. عمر نمدار آمریکایی حدود ۲۰۰ سال است ، بطور معمول گلدهی و بذردهی آن بین ۱۵ تا صدسالگی اتفاق می‌افتد، اگرچه گاهی اوقات تولید بذر ممکن است از ۷ سالگی آغاز شود.